# Nastus borbonicus
Nastus borbonicus är en gräsart som beskrevs av Johann Friedrich Gmelin. Nastus borbonicus ingår i släktet Nastus och familjen gräs. Inga underarter finns listade i Catalogue of Life.

## Bildgalleri

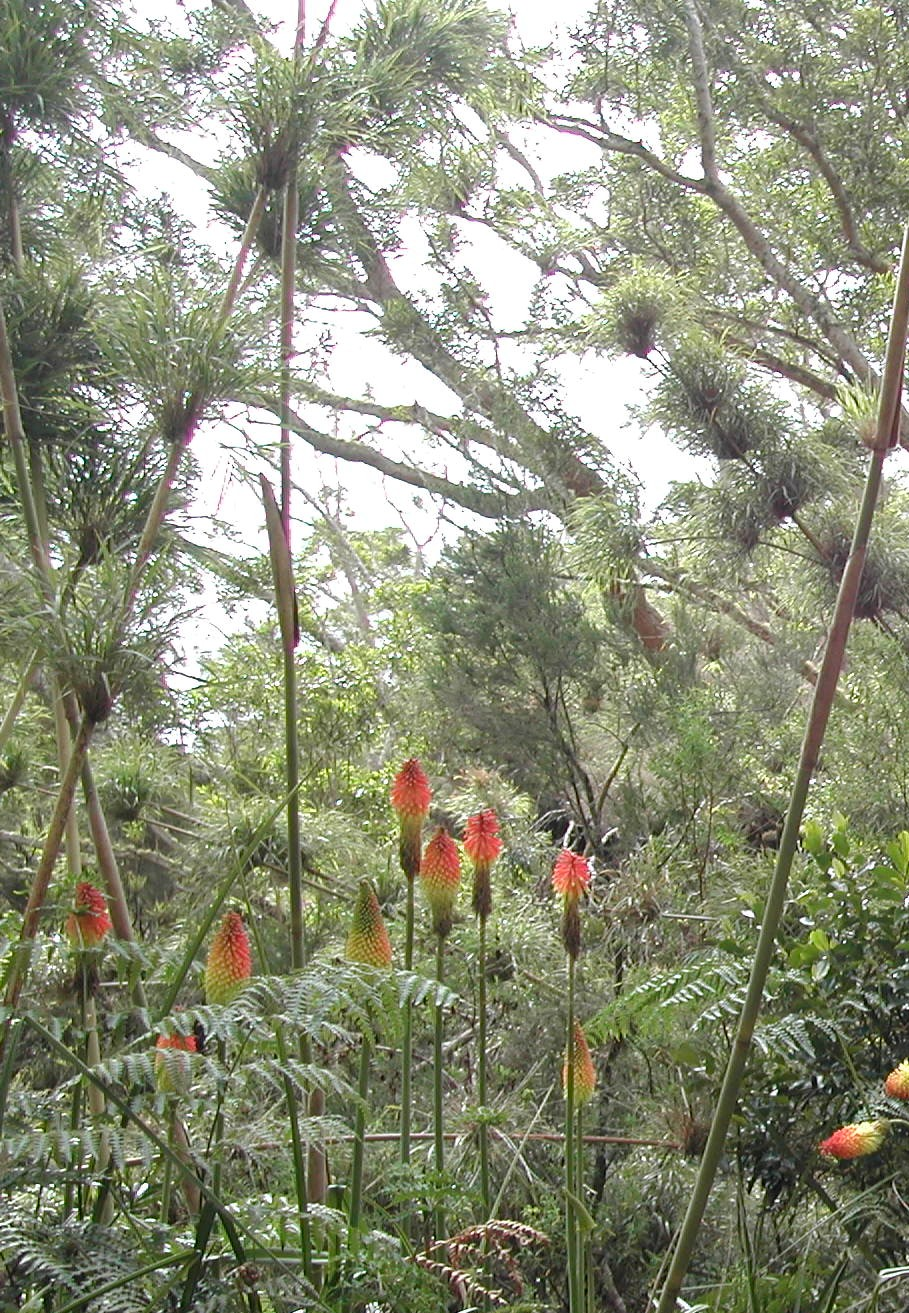